# Телевізійна приставка

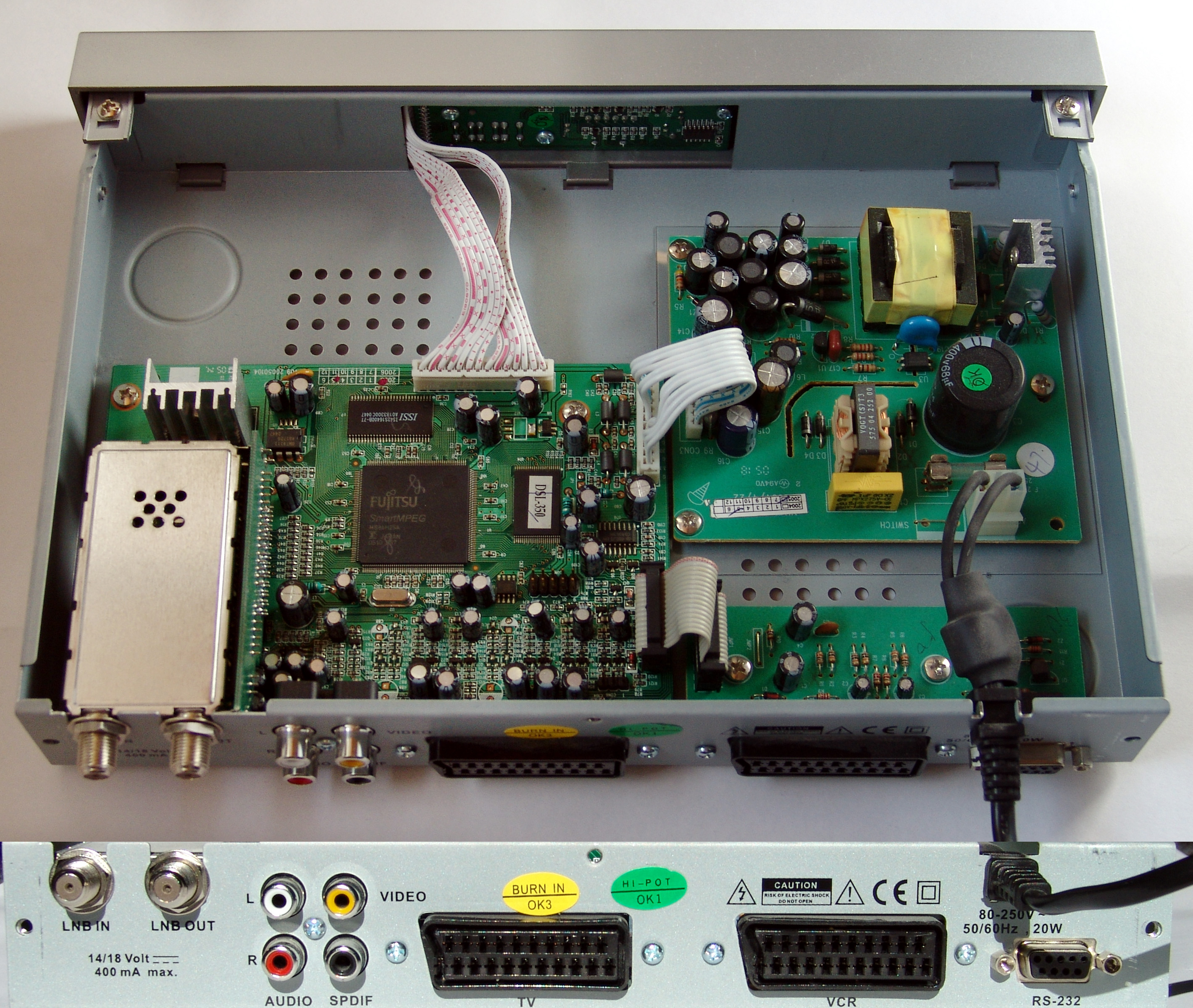
Телевізійна приставка Palcom DSL-350 в розібраному вигляді.

Телевізі́йна приста́вка (англ. Set-top box, STB, дос. «коробка на телевізорі») — прилад, який підключається до телевізора, і надає додаткові можливості для користувачів. Англійська назва зумовлена тим, що, найчастіше, приставки ставляться на телевізор або інший побутовий пристрій.

## Види
Телевізійні приставки можна розділити на три основних види:
1. Активні, передають сигнал та додають нові функціональні можливості основному пристрою і не залежать від нього (наприклад, Ігрові консолі, DVD-програвачі);
2. Пасивні, які повністю залежать від даних або функціональності основного пристрою;
3. Комбіновані, які мають риси як активних, так і пасивних пристроїв (наприклад, відеорекордери).

Найголовнішими функціями телевізійних приставок є відтворення записів (VHS, DVD і т. д.), інтерактивне застосування (Ігрові консолі), відображення додаткових програм і передач (супутникове телебачення, інтернет-ТБ, цифрове кабельне телебачення).